# 南京市金陵中学岱山分校
南京市金陵中学岱山分校 是由南京市人民政府投资兴建，与南京市岱山保障房片区相配套的一所全日制初级中学。设计规模为24轨，72个教学班。学校分为东西两个校区。西校区位于岱山西路与梅山村路交界处，于2014年9月正式开学。
为了让保障房片区的孩子能享受优质的教育资源，南京市人民政府请南京市金陵中学来办学，负责学校的教育教学工作和日常管理，由雨花台区教育局负责行政和后勤保障。